# Cletodes smirnovi
Cletodes smirnovi är en kräftdjursart som beskrevs av Nicolaus Gustavus Bodin 1970. Cletodes smirnovi ingår i släktet Cletodes och familjen Cletodidae. Inga underarter finns listade i Catalogue of Life.